# Lake Louise (Schottland)

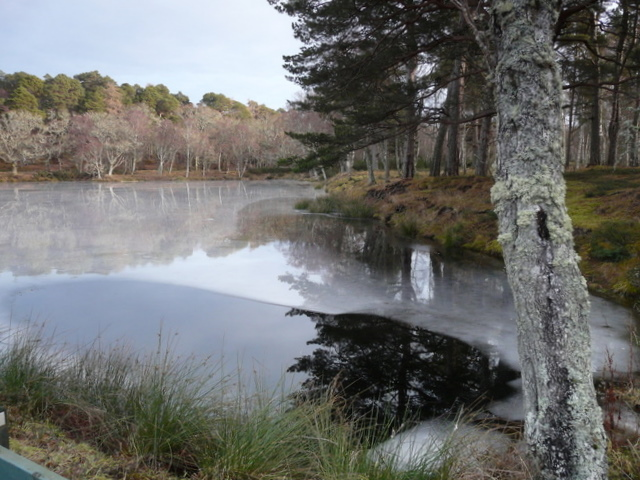
Blick von Süden über den See.

Der Lake Louise ist ein kleiner See, der in der Region Highland im Norden von Schottland liegt. In Bezug auf die traditionellen Grafschaften zählt er zu Sutherland. Er ist künstlichen Ursprungs, denn er entstand durch die Errichtung eines kurzen Dammes, mit dem ein Teil im Osten des Poll na Caorach, eine am Nordufer des Dornoch Firth gelegene Bucht, abgetrennt wurde. Der See hat eine grob dreieckige Form mit einer Kantenlänge von jeweils rund 130 Metern. Er liegt auf dem Gelände, das zum Skibo Castle gehört.